# 奇妙的生命
《奇妙的生命：布尔吉斯页岩中的生命故事》（英語：Wonderful Life: The Burgess Shale and the Nature of History）是一本史蒂芬·古爾德创作的科普图书，1989年由W·W·诺顿公司出版，介绍了生命史和伯吉斯頁岩，获得1991年的英国皇家学会科学图书奖和1990年的普立茲非小說獎提名。